# Michaëlkerk (Leipzig)
De Michaëlkerk (Duits: Michaeliskirche) is een aan de aartengel Michaël gewijd luthers kerkgebouw in Leipzig.

## Geschiedenis
De snelle bevolkingsgroei van Leipzig leidde tot een nieuwe ontsluiting van de noordelijke voorstad. Als protestantse hoofdkerk van de noordelijke voorstad werd door de Leipziger architecten Heinrich Rust en Alfred Müller een monumentaal kerkgebouw gebouwd. Met de bouw werd begonnen in 1901; de wijding van het kerkgebouw werd op 12 juni 1904 gevierd.

## Architectuur

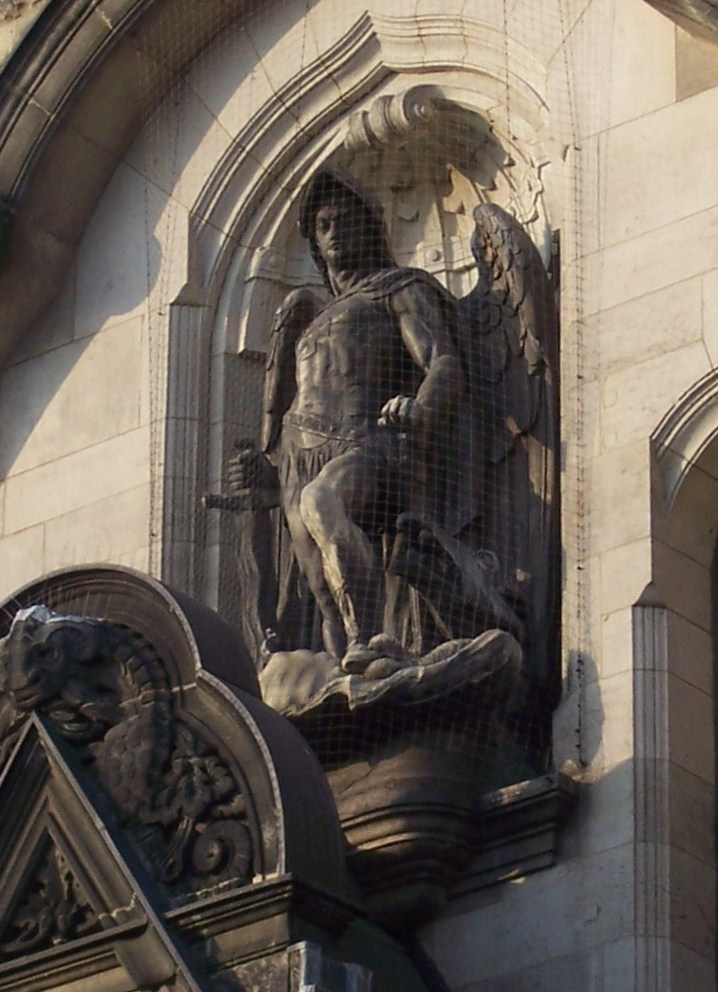
Beeld van de aartsengel Michaël boven het portaal

De kerk staat op een prominente plaats op de kruising van verschillende wegen en vormt de noordelijke afsluiting van de Nordstraße. Het gebouw heeft zich met een noord-zuid oriëntatie aangepast aan het stratenplan van de noordelijke voorstad. Het kruisvormige kerkschip wordt aan de koorzijde met kapellen omgeven. De toren is geplaatst op een brede basis en is 70 meter hoog. De façade is rijk gedecoreerd met engelen en dierfiguren met boven het portaal een beeld van de aartsengel Michaël. De architectuur van het gebouw volgt niet een specifieke stijl maar verenigt renaissance, neogotiek, neobarok en elementen uit de jugendstil.
In tegenstelling tot veel andere kerken in Leipzig wist de Michaëlkerk de verwoestingen van de Tweede Wereldoorlog onbeschadigd te doorstaan. Hieraan is te danken dat de kerk zich nog geheel in de oorspronkelijke staat bevindt.
Het interieur heeft hoogwaardig houtsnijwerk aan de galerijen, banken en kansel. De kerk bezit een orgel van de orgelbouwer Sauer uit Frankfurt (Oder). Het instrument heeft drie manualen met 46 registers en een orgelkas in de stijl van de jugendstil. De ramen in de koorruimte stellen de geboorte, de kruisiging en de opstanding van Christus voor en werden naar ontwerp van Ludwig Otto vervaardigd.